# Philippe Jamet (ingénieur)
Ne doit pas être confondu avec Philippe Jamet.
 (juin 2020).
Philippe-Vincent (dit Philippe) Jamet, né en 1961 à Rennes, est un ingénieur et professeur français, membre de l'Académie des Technologies. Directeur général de l'Institut Mines-Télécom du 15 juillet 2014 au 1 septembre 2019, il est président d'honneur de la Conférence des grandes écoles .

## Biographie

### Origines et formation
Philippe Jamet est né à Rennes le 12 mai 1961. Il est diplômé Ingénieur Civil des Mines (promotion 1981) et docteur en hydrologie et hydrogéologie quantitatives (1991) de l'École nationale supérieure des mines de Paris (aujourd'hui Mines ParisTech). Il obtient en 1999 une habilitation à diriger des recherches en sciences de l'environnement à l'université Pierre-et-Marie-Curie (Paris VI).

### Carrière
- Ingénieur à la Compagnie générale des eaux (1985-1987)
- Enseignant-chercheur à l'École des Mines de Paris (1987-2004)
- Cofondateur, en 1992, de l'Institut supérieur d'ingénierie et de gestion de l'environnement (ISIGE), qu'il dirigea de 1992 à 2002.
- Professeur (sciences du développement durable) à l'École des Mines de Paris (2003)[5]
- Attaché scientifique à l'ambassade de France aux États-Unis, Washington, DC (en détachement, 2004-2008)
- Directeur de l'École nationale supérieure des mines de Saint-Étienne (septembre 2008 - juillet 2014)[6],[7]
- Président de la Conférence des grandes écoles (CGE, juin 2013 - juin 2015)[8]
- Directeur général de l'Institut Mines-Télécom (juillet 2014 - août 2019)
- Directeur général de PSB Paris School of Business (du 15/7 2020 au 01/02/2024)[9]
- Directeur général du pôle technologique du groupe Ionis (depuis le 15 février 2024)[10]

### Autres mandats
- Président de l'AGERA, Alliance des grandes écoles Rhône-Alpes (2011-2013)[11]
- Président de la Commission Développement Durable (2011-2013), administrateur et membre du bureau (2011-2015) de la Conférence des grandes écoles[12]
- Membre du Conseil économique, social et environnemental régional de Rhône-Alpes (2011-2013)[13]

### Distinctions
- 2003 : Chevalier des Palmes académiques
- 2010 : Médaille de l'Assemblée nationale
- 2011 : Chevalier de la Légion d'honneur[14]

## Ouvrages
- Dictionnaire Inattendu des Grandes Écoles (avec Bernard Belletante), EMS Editions, 2022  (ISBN 9782376875406)
- Éducation française, l'heure de vérité, Presses des Mines, 2018  (ISBN 2356714979)
- Les Pommes Sauvages (traduit de Henry David Thoreau), Éditions Finitude, 2009,  (ISBN 2912667615)
- Abécédaire Liquidophile (collectif), Éditions Virgile, 2007, 157 p.  (ISBN 2914481624)
- La Quatrième Feuille (trois études naturelles sur le développement durable), Essai, Presses des Mines, 2004, 178 p.  (ISBN 2911762533)
- Tissu de mensonges (avec Frédérique Vincent), Roman, Éditions Cylibris, 2003, 340 p. "coup de cœur" de la FNAC,  (ISBN 2843581311)
- La griffe de l’ours. Débats et controverses en environnement (collectif), Presses des Mines, 2002, 117 p.  (ISBN 2911762398)
- Le Coucher du Tibre, Roman, Éditions Cylibris, 2000, 212 p.  (ISBN 2-84358-078-1)
- Sur certains aspects du couplage en milieux poreux entre les champs de température et de concentration. Approche par la thermodynamique des processus irréversibles et modélisation de l'effet thermogravitationnel dans les solutions binaires, Mémoires des Sciences de la Terre, 14, 1991, 179 p.  (ISBN 2-900788-15-3)

Inédits en format Kindle :
- La Lettre au roi George, Roman, 2011, ASIN B0081VX34A
- Le Don de la France - Une identité au service du développement durable, Essai, 2007, ASIN B00856YC5U
- Le Septième continent - Trois études sociales sur le développement durable, Essai, 2006, ASIN B0082YW2XO